# Jolien Verschueren
Pour les articles homonymes, voir Verschueren.
Jolien Verschueren, née le 7 mai 1990 à Courtrai et morte le 2 juillet 2021 à Kruisem, est une coureuse cycliste belge, spécialiste du cyclo-cross et membre de l'équipe Telenet-Fidea.

## Biographie
En 2015, Jolien Verschueren termine deuxième des championnats d'Europe de cyclo-cross derrière sa compatriote Sanne Cant.
Elle s'est éloignée des compétitions entre avril 2018 et août 2019 pour soigner une tumeur maligne au cerveau.
Le 2 juillet 2021, elle décède des suites d'une tumeur au cerveau.

## Palmarès en cyclo-cross
- 2015-2016
  - Trophée Banque Bpost #2, Oudenaarde
  - Druivencross, Overijse
  - Zilvermeercross, Mol
  - Cyclocross Otegem, Otegem
  - Kasteelcross Zonnebeke, Zonnebeke
  - 2e du championnat d'Europe de cyclo-cross
- 2016-2017
  - Trophée des AP Assurances #2, Oudenaarde
  - Polderscross, Kruibeke
  - Niels Albert CX, Boom
  - 3e du championnat de Belgique de cyclo-cross